# Генріх Распе
Генріх Распе (нім. Heinrich von Thuringen; 1204 — 16 лютого 1247, Вартбург)— ландграф Тюрингії 1226—1247 років, антикороль Німеччини 1246—1247 років. Мав прізвисько «Попівський король» («король священників»).

## Біографія

### Ландграф
Походив з династії Людовингів. Був другим сином Германа I, ландграфа Тюрингії, та Софії Віттельсбах. Народився у 1204 році. Після смерті свого старшого брата Людвіга IV Мирного, який помер у 1226 році під час Шостого хрестового походу, захопив Тюринзьке ландграфство і Саксонське пфальцграфство, ставши регентом при небожі Германі II. 1228 році одружився з донькою маркграфа Бранденбурзького.
1231 року вигнав удову брата Єлизавету з її дітьми з Вартбурга, повністю захопивши владу в батьківських землях. Того ж року втратив дружину. У 1238 одружився з донькою герцога Австрії, яка померла 1241 року.
Ландграф Генріх 1241 року надав богемському королю Вацлаву I допомогу під час навали монголів. Того ж року вступив у третій шлюб — з донькою герцога Брабанту. У 1242 році разом з королем Богемії став опікуном (адміністратором) Конрада, сина імператора Фрідріха II, якого обрано співкоролем останнього.

### Король
1245 році після відлучення папою римським Іннокентієм IV імператора Фрідриха II перейшов на бік першого. Прихильники папського престолу 1246 року після формального позбавлення Фрідріха II корони обрали королем Генріха. Своє прізвисько дістав за те, що в його обранні брали участь переважно духовні князі. За допомогою папських грошей Генріх зібрав військо і розбив Конрада 1246 року при Франкфурті-на-Майні, але отримав поранення під час облоги Ульма і помер в лютому 1247 року в замку Вартбург.
Генріха Распе було поховано поруч зі своїми батьками в монастирі святої Катерини близько Ейзенаха. Його смерть призвела до початку боротьби за Тюринзьку спадщину.

## Родина
1. Дружина — Єлизавета, донька Альберта II Асканія, маркграфа Бранденбургу
дітей не було
2. Дружина — Гертруда, донька Леопольда VI Бабенбурга, герцога Австрії
дітей не було
3. Дружина — Беатриса, донька Генріха II Регінара, герцога Брабанту
дітей не було